# سلطنت بیما
سلطنت بیما نام یک دولت مسلمان در بخش شرقی سامباوای اندونزی بود.
بیما از دیرباز یکی از شش پادشاهی مستقر در سامباوا بود. سلطنت بیما در ۱۶۶۹ میلادی طی توافقی در برابر هند شرقی هلند تسلیم شد. در زمان چیرگی ژاپنی‌ها در ۱۹۴۱ تا ۱۹۴۲ سلطان بیما همچنان بر مفام خود باقی بود. سرانجام در ۱۹۵۸ میلادی سلطنت بیما به نفع جمهوری اندونزی ملغی اعلام شد.